# Lăcrimioare... la mormântul prea-iubitului lor profesoriu
Lăcrimioare... la mormântul prea-iubitului lor profesoriu este o broșură apărută în 1866 la moartea lui Aron Pumnul.
Ea a fost tipărită de șapte "învățăcei gimnaliști" și conține și poezia La mormântul lui Aron Pumnul de Mihai Eminescu, al cărui profesor a fost. Poezia este semnată M. Eminoviciu, privatist.